# La vida difícil de una mujer fácil
La vida difícil de una mujer fácil, es una película mexicana  dirigida por José María Fernández Unsáin. Fue filmada en 1977 y  protagonizada por Sasha Montenegro. Basada en la obra teatral homónima de Luis G. Basurto.

## Argumento
Durante el velorio de la prostituta Violeta (Sasha Montenegro), varios hombres recuerdan cómo fueron ayudados por ella. Uno recuerda cómo lo ayudó a convencerse de su virilidad; un profesor narra cómo lo ayudó a liberarse de su manipuladora mujer; un carnicero cuenta que robaba para pagarle, y ella, para evitarle problemas dejó de cobrarle; un escritor evoca cómo le devolvió la inspiración, y un sacerdote cómo lo hizo comprender su vocación.

## Reparto
- Sasha Montenegro ... Violeta
- Carlos Piñar ... Sacerdote
- Sara García ... Doña Amalia
- Julián Bravo ... Apolonio
- Yolanda Rigel ... Maritere
- Jorge Patiño ... Saturnino "El Profe"
- Alfredo Leal Kuri ... Adrián
- Princesa Yamal ... Ella misma
- Terry Holiday ... Travesti
- Iris Iris

## Comentarios
La cinta es una adaptación de la obra de teatro de Luis G. Basurto. 